# Julius von Amsberg

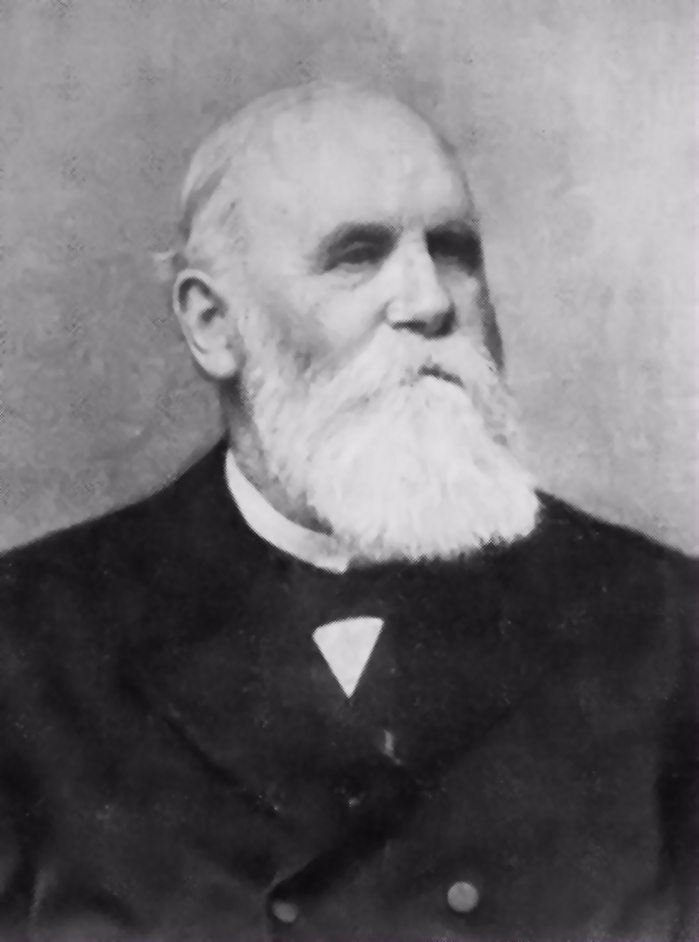
Julius von Amsberg

Julius Georg Carl Christian von Amsberg (* 19. Februar 1830 in Dobbertin; † 28. Mai 1910 in Schwerin) war ein deutscher Jurist und mecklenburgischer Minister.

## Leben
Julius von Amsberg wurde als Sohn des Forstinspektors im Kloster Dobbertin, Karl von Amsberg und seiner Frau Agnes Stocks geboren. Er besuchte die Große Stadtschule Wismar und legte 1849 das Abitur ab. Anschließend studierte er Rechtswissenschaften an den Universitäten Göttingen und Rostock. Während seines Studiums wurde er 1849 Mitglied der Burschenschaft Brunsviga. 1854 legte er das Advokatenexamen in Rostock ab. Von 1854 bis 1857 war Julius von Amsberg als Rechtsanwalt in Parchim tätig. Nachdem er im März 1857 das Richterexamen in Schwerin abgelegt hatte, arbeitete er bis zum November 1857 als Kanzlei-Assessor in der großherzoglichen Justizkanzlei in Schwerin, 1858 folgten Justizrats-Examen und Ernennung zum Kanzleirat.
1859 heiratete Julius von Amsberg Emilie Podorff, die Tochter eines Försters aus Nossentiner Hütte. Das Paar hatte später zwei Kinder. Seine Frau starb bereits 1869.
1864 war von Amsberg Wirklicher Justizrat bei der großherzoglichen Justizkanzlei in Güstrow, bevor er 1866 zum Vortragenden Rat und Ministerialrat ins Justizministerium wechselte. Hier war er zuständig für geistliche, Unterrichts- und Medizinalangelegenheiten in Mecklenburg-Schwerin, gleichzeitig war er auch Mitglied des Kuratoriums der Irrenanstalten Sachsenberg (Schwerin) und Dömitz, ein Jahr später auch des Kuratoriums der gerade entstandenen „Anstalt zur Erziehung geistesschwacher Kinder“. Von 1868 bis 1870 wurde von Amsberg für eine Tätigkeit in Berlin beurlaubt. Hier arbeitete er in der Kommission zur Ausarbeitung einer Zivilprozessordnung für den Norddeutschen Bund. 1871 war Julius von Amsberg Bevollmächtigter des Großherzogtums Mecklenburg-Schwerin beim Bundesrat. Eine erneute Beurlaubung erfolgte von September 1871 bis zum Ende des Jahres 1872 für die Tätigkeit in der Reichskommission zur Erarbeitung einer Zivilprozessordnung für das Deutsche Reich. Im April 1872 wurde er zum Oberappellationsrat an das Oberappellationsgericht nach Rostock berufen. Im Januar 1875 schied von Amsberg auf eigenen Wunsch aus dem Justizdienst in Mecklenburg-Schwerin aus.
Von 1875 bis zum Ende des Jahres 1876 war von Amsberg Direktor der Abteilung für Justizwesen im Reichskanzleramt Berlin. Unter seiner maßgeblichen Beteiligung wurden neue Prozessverfahrensgesetze erarbeitet. Im Januar 1877 kehrte er nach Mecklenburg zurück und bekleidete das Amt des Ministerialdirektors des Justizministeriums in Schwerin. Nach der Umgestaltung des Gerichtswesens in Mecklenburg-Schwerin wurde er 1879 zum Direktor, später Präsidenten des Landgerichts in Güstrow berufen. Von 1893 bis 1904 war Julius von Amsberg Vorstand des Justizministeriums und den Abteilungen für geistliche, Unterrichts- und Medizinalangelegenheiten. Vom 17. Juli bis zum 30. September 1901 übernahm er geschäftsführend das Amt des Staatsministers und Ministers für auswärtige Angelegenheiten und der Angelegenheiten des Großherzoglichen Hauses. 1904 wurde er auf eigenen Antrag hin in den Ruhestand versetzt.

## Ehrungen
- 1869 Großkreuz mit der Krone in Gold des Hausordens der Wendischen Krone
- 1869 Königlich-preußischer Kronenorden zweiter Klasse (später auch Erster Klasse)
- 1875 Komturkreuz des Hausordens der Wendischen Krone
- 1875 Ernennung zum Wirklichen und Geheimen Oberregierungsrat
- 1879 Stern zum Komturkreuz des Hausordens der Wendischen Krone
- 1893 Ernennung zum Staatsrat
- 1895 Verleihung des Prädikats Exzellenz
- 1899 Ehrendoktorwürde der Universität Rostock
- 1904 Verleihung des Titels Wirklicher Geheimer Rat